# 2010년 니켈로디언 키즈 초이스 어워드
2010 닉 키즈 초이스 어워드는 2010년 닉에서 연 시상식이다.

## KCA 2010의 진행자, 수여자 등 출연자

### 진행자
- 케빈 제임스

### 수여자
| - 타이라 뱅크스 - 빅 타임 러시 - 스티브 커렐 - 존 시나 - 성룡 - 릴리 콜린스 - 미란다 코스그로브 - 로사리오 도슨 - 로버트 다우니 주니어 - 티나 페이 - 프레드 피글혼 - 조나 힐 - 빅토리아 저스티스 - 네이선 크레스 - 조지 로페즈 | - 제넷 매커디 - 리아 미셸 - 코리 몬티스 - 키키 팔머 - 데브 페이트 - 니컬라 펠츠 - 잭슨 래스본 - 케이티 페리 - 크리스 록 - 조 샐다나 - 제이든 스미스 - 데이비드 스페이드 - 제리 트레이너 - 숀 화이트 |  |

### 슬라임 스턴트
- 안톤 오노

### 스페셜 게스트
- 애덤 샌들러

### 애니메이션 캐릭터
- 티미의 못말리는 수호천사의 팡과 안티 팡
- 팬보이 앤 첨첨
- 마다가스카의 펭귄

## 시상과 승자
승자들은 맨앞에

### 영화
| - 앨빈과 슈퍼밴드2 - 뉴문 - 트랜스포머 : 패자의 역습 - 엑스맨 탄생: 울버린 - 업 - 크리스마스 캐롤 - 아이스 에이지3 - 몬스터 vs 에일리언 - 짐 캐리 - 세스 로건 - 레이 로마노 - 리스 위더스푼 | - 테일러 로트너 - 잭 에프런 - 샤이아 러버프 - 타일러 페리 - 마일리 사이러스 - 샌드라 불럭 - 메건 폭스 - 조 샐다나 |  |

### 음악
| - “You Belong With Me”, 테일러 스위프트 - “I Gotta Feeling”, 블랙 아이드 피스 - “Paparazzi”, 레이디 가가 - “Party in the U.S.A.”, 마일리 사이러스 - 블랙 아이드 피스 - 콜드플레이 - 조너스 브라더스 - 린킨 파크 | - Jay-Z - 숀 킹스턴 - 마리오 - 니요 - 테일러 스위프트 - 비욘세 - 마일리 사이러스 - 레이디 가가 |

### TV
| - 아이칼리 - 기회를 가진 소니 - The Suite Life on Deck - 웨벌리 플레이스의 마법사 - 미란다 코스그로브 - 마일리 사이러스 - 셀레나 고메즈 - 키키 팔머 - 스펀지밥 - 마다가스카의 펭귄 - 피니와 퍼브 - 심슨가족 - 아메리칸 아이돌 - 당신은 5학년보다 똑똑한가요? - 유캔댄스 - 와이프아웃 - 딜런 스프라우스 - 콜 스프라우스 - 조 조너스 - 닉 조너스 |

## 같이 보기
- 니켈로디언
- 닉 키즈 초이스 어워드